# Baron Greenwich

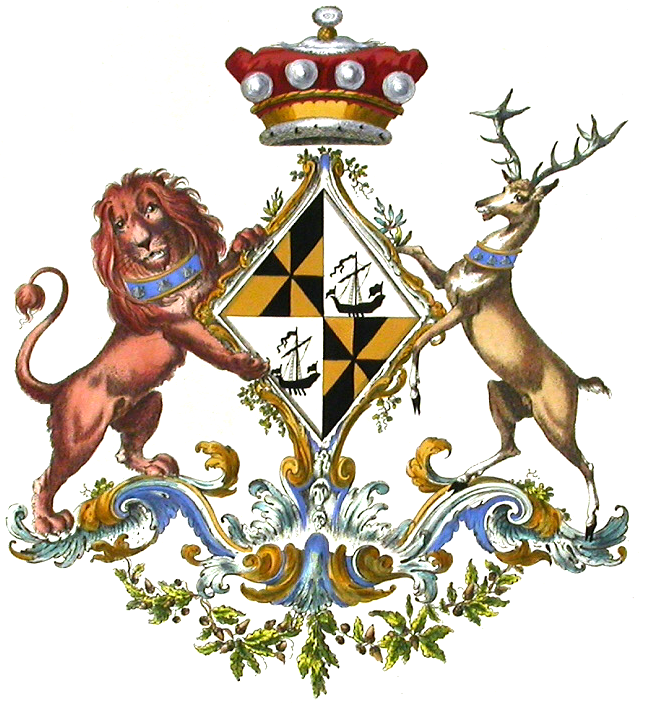
Wappen der ersten Baroness Greenwich

Wappen Prinz Philipps

Baron Greenwich war ein erblicher britischer Adelstitel (Peerwürde), der bisher zweimal verliehen wurde. Er ist nach dem Londoner Stadtteil Greenwich benannt.

## Verleihungen
Erstmals geschaffen wurde die Baronie am 28. August 1767 für Lady Caroline Townshend, Ehefrau des Schatzkanzlers Charles Townshend und Erbtochter des führenden schottischen Adligen John Campbell, 2. Duke of Argyll, 1. Duke of Greenwich. Am 28. August 1767 ernannte König Georg III. sie zur Baroness Greenwich, of Greenwich in the County of Kent. Der Titel gehörte der Peerage of Great Britain an. Da Caroline Townshend in zweiter Ehe verheiratet war und auch Kinder aus erster Ehe hatte, wurde ergänzend geregelt, dass nur Söhne aus der zweiten Ehe erbberechtigt waren. Der Baroness-Titel war vermutlich eine Art Kompensation für die Tatsache, dass sie als Frau die väterlichen Titel (darunter Duke of Greenwich) bei dessen Tod nicht hatte erben können. Caroline Townshend starb 1794; da beide Söhne aus zweiter Ehe kinderlos vor ihr gestorben waren, erlosch ihr Titel.
Zum zweiten Mal wurde die Baronie 1947 verliehen, diesmal in der Peerage of the United Kingdom: König Georg VI. ernannte Philip Mountbatten am 20. November 1947, dem Tag von dessen Hochzeit mit der Thronfolgerin, der späteren Königin Elisabeth II., zum Duke of Edinburgh, mit den nachgeordneten Titeln Earl of Merioneth und Baron Greenwich, of Greenwich in the County of London. Wie bei Mitgliedern der königlichen Familie üblich bezieht sich jeder der drei Titel auf einen anderen Landesteil des Vereinigten Königreichs. Die Benennung nach dem Ort Greenwich, dem historischen Zentrum der britischen Marine, war vermutlich eine Bezugnahme auf Philips Karriere bei der Royal Navy. Bei seinem Tod, 2021, fiel der Titel an seinen Sohn Charles, Prince of Wales und erlosch schließlich am 8. September 2022, als dieser seiner Mutter als König Charles III. auf den Thron folgte und seine Titel durch Verschmelzen mit der Krone erloschen.

## Liste der Barone Greenwich

### Barone Greenwich, erste Verleihung (1767)
- Caroline Townshend, geborene Campbell, verwitwete Scott, 1. Baroness Greenwich (1717–1794)

### Barone Greenwich, zweite Verleihung (1947)
- Philip, 1. Duke of Edinburgh, 1. Baron Greenwich (1921–2021)
- Charles, Prince of Wales, 2. Duke of Edinburgh, 2. Baron Greenwich (* 1948) (wurde 2022 König; Titel erloschen)